# Arare
Arare (あられ, af arare 霰, hagl) er forskellige former for små japanske riskiks. De består af ris, hvedemel, jordnødder, sojasovs, sukker, sesam og tang.
Risen der benyttes er en speciel rissort (sød klæberis), der dyrkes i Japan og Sydøstasien. Risbagværk og riskiks kendes i det japanske køkken siden det 8. århundrede og benyttes som snack til te, men også til vin og øl.